# Operation Ivy
Pour les articles homonymes, voir Ivy.
Operation Ivy est un groupe de ska punk américain, originaire de Berkeley, en Californie. Leur nom provient de la série de tests nucléaires effectués par les États-Unis en 1952 dans les îles Marshall. Le groupe est formé en 1987 à San Francisco par Lint et Matt, deux amis d'enfance qui avaient déjà joué ensemble dans des formations telles que Basic Radio. Très vite rejoints par Jesse et Dave, ils jouent un punk rock très influencé par des groupes de la première vague punk, tels que The Clash ou Ramones, mais également par des groupes de ska anglais comme Madness ou The Specials. 
La fusion des deux genres musicaux prit le nom de ska punk, mélange, comme son nom l'indique, de ska et de punk. Ses caractéristiques sont : le fameux 2-tone du ska, la rythmique et la vitesse du punk et l'abandon des instruments additionnels du ska, tels que les cuivres (ceux-ci feront leur retour dans le ska punk dans les années 1990 avec des groupes tels que Voodoo Glow Skulls).

## Biographie
Ce groupe, d'une très courte durée de vie, dure de mai 1987 à mai 1989, comme il est écrit dans les paroles de la chanson Journey to the End of the East Bay de Rancid qui apparaissent sur ...And Out Come the Wolves : Started in 87 / Ended in 89 / You got a garage or an amp, we'll play anytime / It's just the four of us, / Yeah man, the core of us, / Too much attention unavoidably destroyed us.
Leur premier concert est donné le 16 mai 1987 dans le garage de Dave Mello. Puis à partir du jour suivant et régulièrement, le groupe donna des représentations au 924 Gilman Street, une scène collective à but non lucratif à Berkeley, Californie. Ils sortent ensuite un disque, Hectic, en janvier 1988, et un album intitulé Energy sur le label Lookout! Records en mai 1989. Le groupe se sépare le même mois et leur dernière représentation officielle se donne le 28 mai 1989, à ce qui devait être leur party pour la sortie de leur premier album. Ils jouent un autre spectacle le jour suivant, principalement pour leur famille et leurs amis, dans la cour arrière de Robert Eggplant à Pinole, Californie. Après seulement deux ans de carrière, le groupe avait joué 185 spectacles et sorti un album.
Durant toute la durée de leur existence, les paroles et les actes d'Operation Ivy reflètent toujours leur quête d'une vraie justice sociale, d'une résistance à l'industrie musicale et au conformisme. Malgré sa très courte carrière, le groupe est reconnu comme culte, et nombre de groupes le citent dans leurs influences (Green Day, Sublime, No Doubt, Voodoo Glow Skulls, The Suicide Machines, Long Beach Dub Allstars, Millencolin, etc.).
Bien qu'Operation Ivy n'ait sorti qu'un album studio officiel, il existe de nombreux autres disques du groupe : des EP, des compilations de titres rares et des enregistrements publics non officiels, des tribute-albums d'autre groupes, etc. Parmi les EP du groupe, on peut remarquer le Ramones EP, où le groupe s'amuse à faire six reprises des New-Yorkais. Malheureusement, le son est de très mauvaise qualité. En 1991, l'album Energy est ressorti en CD, agrémenté des titres des EP Hectic et Turnaround Compilation, pour un total de 27 titres.
Deux des anciens membres du groupe, Tim Armstrong (Lint) et Matt Freeman (Matt McCall), joueront, sous leurs vrais noms, dans de nouveaux groupes. Tim joue dans Rancid et Transplants, en plus d'avoir apporté sa contribution au groupe Dance Hall Crashers. Freeman, quant à lui, joue également dans Rancid et a fait partie temporairement du groupe Social Distortion. Mello, de son côté, s'est joint à Schlong.  Pour ce qui est de Jesse Michaels, le leader du groupe, il disparait complètement. Ainsi, beaucoup de spéculations sont émises à son sujet. Plusieurs fans croyaient qu'il s'était établi au Nicaragua ou était devenu un moine Bouddhiste. Plus tard, Michaels refait surface, dans le monde de la musique, avec un nouveau groupe Big Rig (en)
, et ensuite avec un groupe plus connu, Common Rider (en), avec le bassiste Mass Giorgini (de Screeching Weasel) et le batteur Dan Lumley (de Squirtgun).
Jesse Michaels a formé le retour de operation ivy en 2012 avec le groupe de punk-rock Classics Of Love dans lequel il est le chanteur.
Au début de 2012, le label Hellcat annonce la réédition de leur premier EP, Hectic, pour le 17 avril.

## Membres
- Jesse Michaels - chant
- Lint (Tim Armstrong) - guitare, chant
- Matt McCall (Matt Freeman) - basse, chant
- Dave Mello - batterie, chant

## Discographie

### Album studio
- 1989 : Energy (Lookout! Records)

### EP
- 1988 : Hectic (Lookout! Records)
- 1991 : Energy

### Compilations
- 1987 : Officer, I Got No (sur Turn It Around ; compilation double 45T)
- 1988 : Hangin' Out  (sur The Thing that Ate Floyd)
- Officer, Gilman St. Block Party (sur For the Fans by the Fans)
- 1991 : Energy
- 2004 : Unity (sur Rock Against Bush Vol.2)

### Bootlegs et autres
Note: Ces disques sortis sur divers labels ne sont pas nécessairement reconnus par le groupe et la qualité sonore est variable. La plupart de ces disques sont en téléchargement libre et gratuit sur operationivy.com
| Année | Titre                          | Label                 | Commentaires |
| ?     | Unreleased Energy              | Red Robin Records     | Démos de Energy, compile divers 45 tours bootlegs comme Plea For Peace et 69 Newport.                                                                             |
| 1987  | 69 Newport                     | Very Small Records    | 45T de chansons inédites. |
| 1987  | Ramones EP                     | Metropolis Records    | 33T simple face contenant 6 reprises des Ramones, 500 copies sur un obscur label allemand. Un des disques les plus rares d'Op. Iv. avec une piètre qualité sonore |
| ?     | Lint Rides Again               | Slashout!             | Le dernier concert d'Operation Ivy à Gilman St. |
| 1993  | Lint: The King of Ska          | Squamosal             | Un enregistrement public et deux démos. |
| 1994  | Live at Gilman                 | Berkeley Archive      | 45T live bootleg avec une reprise d'Isocracy. |
| 1995  | East Bay EP                    | 57 Ink                | 45T bootleg live. |
| 1996  | Seedy                          | Karma Kredit          | Compilation posthumes d'inédits (dont la vesrsion longue de Healthy Body sous la direction de David Hayes de Very Small Records.                                  |
| 1996  | Unity: The Complete Collection | Berkeley Archive      | Compilation CD et du Ramones EP. |
| 1999  | Radio Daze                     | Spiked Belts and Beer | Enregistrement public de KSPC Radio des 17 mars et 21 avril 1988                                                                                                  |
| 2000  | Sound System                   | Gilman St. Records    | Enregistrement radio en public de février 1988. |
| ?     | Smell Rancid                   | Confusion Records     | Enregistrement public au River Theatre, 1988. |
| 2004  | There's a Place                | Baltan-69             | Double compilation CD-R d'enregistrements publics et de chutes de studio.                                                                                         |
| ?     | The Rare Shit                  | ?                     | LP regroupant en face A :le EP 69 Newport, le EP Live at Gilman et le EP East Bay. En face B : 8 titres du CD Seedy.                                              |